# Kusum Kanguru
Kusum Kanguru er et bjerg i Khumbu-regionen af Himalaya i Nepal. Toppen ligger på 6 367 meter over havet og indgår i den del af Himalaya som kaldes Mahalangur Himal.

## Beskrivelse
Bjergryggen strækker sig hovedsagelig i nord-syd-retningen og rejser sig mellem floden Dudh Khosi i vest og Hinkudalen i øst. Bjerget afvandes via Kusum Khola som strømmer vestpå og slutter sig til Dudh Khosi ved Thado Koshi. Bjergets navn Kusum Kanguru er Sherpa-sprog og betyder "Tre Snedige Guder" og refererer til de tre toppe af bjerget. De tre toppe hedder East Kusuma Kanguru (6358 m), Main Kusum Kanguru (6367 m) og den laveste top West Kusum Kanguru (5579 m).
Kusum Kanguru ligger i Solukhumbu-distriktet. De nærmeste bjerge er Kyashar, Thamserku, Kangtega, Mera Peak og Malangphutang, med stigende afstande.
Bjerget er afvandingsområde til Ganges og dermed til Den Bengalske Bugt.
Vejret for bestigning af Kusum Kanguru er bedst i april, maj og september, oktober. 

## Klatrehistorie
Fire forsøg på at bestige dette robuste bjerg blev lavet af britiske, japanske og to newzealandske ekspeditioner, før en japansk ekspedition lykkedes at nå den nord østlige top den 9. oktober 1979.
Hovedtoppen blev først besteget af Bill Denz fra New Zealand den 7. oktober 1981, via vestsiden. Dette var en solopstigning, hvorfor Denz satte flere rekorder på samme tid. Fem dage senere den 12. oktober 1981 nåede en japansk ekspedition også toppen.
I 1988 nåede en britisk ekspedition toppen via den tidligere uforstyrrede øst væg.
I 2013 blev Alexander Ruchkin og Slava Ivanov de første som nåede toppen ved at klatre sydvestsiden af Kusum Kanguru, som de fleste klatrere undgik på grund af risikoen for laviner og faldende isblokke. Det tog dem ni dage, hvor både mad og brændstof sluttede, da de nåede toppen. Nedturen tog fire dage, mest af tiden uden noget at drikke. På lavere højde blev de derfor evakueret med helikopter. Den sydvestlige rute hedder "Falling in the void" (ca. "falder i hulrummet").